# Ucènes
Les Ucènes étaient un peuple celto-ligure de la Gaule narbonnaise. En latin, leurs noms seraient Ucennii voire Uceeni d'après Pline l'Ancien dans son Histoire naturelle ; l'orthographe Iconii est aussi avancée,.

## Histoire
Ils habitaient une partie des Alpes située dans le département de l'Isère à laquelle ils donnèrent leur nom, l'« Oisans ». Le territoire de ce peuple se trouvait dans la vallée de la Romanche, du col du Lautaret jusqu'au rétrécissement de la vallée au niveau de l'actuelle commune de Livet-et-Gavet.
À la fin du XIXe siècle, une hypothèse avançait que le territoire de ce peuple gaulois s'étendait également le long de la vallée de la Maurienne de La Chambre jusqu'à Aiguebelle dans la plaine de Cuines. Cependant, d'après d'autres auteurs de l'époque, ces lieux étaient fort peu habités et il n'est pas certifié que les habitants de ces contrées auraient pu être Ucènes.  Les Ucènes font partie des nombreux peuples alpins dont le nom fut gravé sur le Trophée des Alpes élevé en l'honneur de l'empereur romain Auguste après sa domination sur ces derniers. 